# 希元
希元（1843年—1894年），字仲亨，號贊臣，伍彌特氏，蒙古正黃旗人。
咸豐元年，一品廕生。二年，承襲一等繼勇侯。十年，委散秩大臣。同治五年七月，充冊封朝鮮國王妃副使。累擢杭州將軍。尋兼署副都統。光緒二年，調荊州將軍。三年四月，到京賜紫禁城騎馬。五年，調黑龍江將軍。未到任。六年三月，調江寧將軍。八月，兼署副都統。九年二月，調吉林將軍，是月丁母憂。五月，上諭吉林地方緊要，希元見已百日孝滿，著即遵旨請訓赴任。旋兼署吉林副都統。十四年，調任福州將軍。十七年十二月，兼署閩浙總督。二十年七月卒。

## 家庭
- 曾祖：三等繼勇公德楞泰
- 祖父：一等繼勇侯蘇崇阿（或作蘇沖阿）
- 父：一等繼勇侯倭什訥
- 母：愛新覺羅氏，多羅順成恪郡王熙良曾孫副都統宗室倫忠之女
- 叔父：吏部尚書花沙納，娶黑龍江將軍宗室果齊斯歡次女愛新覺羅氏
- 妻：那拉氏、愛新覺羅氏
- 弟：廣西按察使、伊犁副都統希賢，娶端郡王奕誌第四女愛新覺羅氏
- 堂兄弟：駐藏大臣希凱，叔父花沙納之子
- 姐妹：一嫁覺羅崇謙，另一嫁顧命大臣怡親王載垣之子宗室溥斌
- 子：世榕、理藩院主事世樞（世襲侯爵，民國北京著名票友，喜戲曲，拜楊小樓為師）
- 女：曾與醇親王載灃訂婚，慈禧太后勒令退婚，指婚載灃娶榮祿之女瓜爾佳氏
- 侄: 世、世梁、世桐